# Хідновичі
Хі́дновичі — село в Україні, в Яворівському районі, Львівської області. Населення становить 428 осіб. Орган місцевого самоврядування — Шегинівська сільська рада.
На околиці села розташоване Хідновицьке газове родовище, а також компресорна станція звідки газопроводами подається газ в систему газопроводів ПАТ «Укртрансгаз» та місцевим споживачам.
Хідновичі і Храпличі у 1944 р. належали до Перемиського повіту (криптонім «Пороги») Перемиської округи Перемиської області ОУН.

## Пам'ятки
- Як пише дослідник Володимир Слободян, перші відомості про церкву у с. Хідновичі походять з 1441 р. У 1699 р. парафія отримала грамоту з привілеєм від Мартина Контського, воєводи Київського та Подільського, власника села. Попередня дерев'яна церква, вибудувана на переломі XVIII і ХІХст. коштом дідички Феліцитати Мнішкової, була знищена у першій світовій війні. На її місці у 1920—1921 pp. зведена існуюча дерев'яна церква св. Параскеви, яка стояла донедавна.
- У селі на місці старої — збудована нова церква Верховних Апостолів Петра і Павла громади ПЦУ[2].
- На горі поблизу газокомпресорної станції знаходиться спільна могила вояків часів Першої світової війни. За переказами місцевих старожилів, у ній знайшли вічний спокій понад 7 тисяч солдатів усіх армій, що брали участь у бойових діях.
- У селі є пам'ятник односельцям, полеглим у Другій світовій війні.

## Відомі люди
- Модест Менцинський (нар. 29 квітня 1875 пом. 11 грудня 1935) — визначний український оперний співак (тенор), похований у Стокгольмі. Спершу з батьками жив у селі Великі Новосілки, де його батько був священиком. Через деякий час батьки переїхали до Хіднович. У цьому селі і пройшло його дитинство. Тут з 1888 року проживали і 1905 року померли його батьки  - Олімпія і о.Омелян Менцинський (нар. 1839 р.- помер 7 квітня 1905р.) Поховані на місцевому цвинтарі.  Був одружений з Клері Дегн (Менцинська) [Дегн] (Швеція). Виховував двох синів:  Юрія і Івана.

## Храпличі
- У 1960-х роках до Хіднович було приєднано село Храпличі — давнє село. Розташоване у північно-східній частині села Хідновичі, на правому березі річки Бухта. Довоєнні польські, а також повоєнні радянські карти генеральних штабів фіксують Храпличі як окреме село. На території Храплич розташована церква Різдво Пресвятої Богородиці місцевої парафії ПЦУ[2]. Як свідчать історичні документи, третя за рахунком церква згоріла під час нападу турецьких військ в кінці XVII ст. разом з ерекційним актом. У 1787 р. громадою та коштом пароха о. Тимофія Бачинського споруджено нову дерев'яну церкву по пожежі попередньої. У 1905 р. її відреставровано, але під час першої світової війни у 1914 р. російськими військами була знищена. Історичні джерела вказують на той факт,  що «Цісар дарував громаді Храплич в повіті Перемишль 50 зр. на внутрішне уладженє церкви», тобто її відновлення. По війні зведено тимчасову каплицю, яка була оновлена громадою на чолі з о. Дмитром Дорошем у 1970 р. У Храпличах народився Давидяк Іван Миколайович — голова Мостиської районної державної адміністрації.

## Цікаві факти
- У селі Храпличі, у лісі, на пагорбі «Штупирів лісок» колись існувала рукотворна печера. Вона була зроблена місцевими мешканцями в давні часи (1241 р.) для сховку від монголо-татарської орди під час її походу на Галичину. (Іван Якович Франко цей період історії описав у романі «Захар Беркут»). З розповідей старших жителів села, ще в 1920-ті роки ХХ ст. тут можна було зайти до печери та оглянути її зсередини. На сьогодні вхід до печери завалений землею і заріс деревами.
- У жовтні 1648 року на землях Галичини, поневолене село, міщани, дрібна шляхта і духовенство взяли участь у національно-визвольній війні під проводом Богдана Хмельницького. Довідавшись про події у Вишні і її околицях, гетьман присилає загін козаків на чолі з полковником Копистянським. Об'єднані селянсько-козацькі сили вирушили на Перемишль, де тоді заховалось 1000 довколишньої шляхти, здобуваючи по дорозі панські двори у Твіржі, Мостиськах і Медиці. У деякі села козацькі загони зовсім не входили. У таких селах селяни самі розправлялись з поляками. Селяни Хіднович та Храплич розграбували двір Валентина Фредро в Боратичах.
- У селі Храпличі, куди переїхала родина Менцинських з сусідніх Новосілок, деякий час провів свої дитячі роки видатний оперний співак Модест Менцинський. Тут ще й до сьогодні збереглася хата, у якій вони проживали. Місцеві жителі, попри те що там жили вже нові власники, на помешкання так і говорили: «маєток Менцинських».
- У селі Храпличі проживав найстарший житель, Микола Андрійович Давидяк (19.12.1897 — 16.09.1998). Після проголошення ЗУНР добровільно став стрільцем Української Галицької Армії. Брав участь в обороні залізничної лінії Львів-Перемишль-Городок, пізніше: Родатичі-Вовчухи, Самбір-Карпати. Потрапив у полон і був інтернований до Чехії до Яблонківського фільтраційного табору. У 1922 році повернувся з полону додому, де й прожив до старості. З дружиною Ганною (до шлюбу Курило, з сусіднього села Тишковичі) виростив двох дітей, Дарію і Миколу. За прагнення знати справжню історію України його син зі студентської лави Дрогобицького педінституту був позбавлений волі на 7 років (під час обшуку знайшли "Історію України" Івана Крип'якевича).
- Старший брат Давидяка Миколи — Василь загинув в Італії під час боїв на річці П'яве у Першій світовій війні у віці 19 років. Родина й до тепер розшукує місце його поховання.